# Condannatelo!
Condannatelo! è un film del 1953 diretto da Luigi Capuano.

## Trama
Il vecchio contadino Simone, con la complicità dell'oste Ferdinando, fa credere in paese di avere ereditato una fortuna da uno zio d'America. La moglie di Ferdinando era morta in un incendio e lui, rimasto solo con la figlia Caterina che per lo shock aveva perso la parola, ha sposato in seconde nozze Carmela, una donna dal passato non limpido, vent'anni più giovane di lui.
Mentre tutti in paese festeggiano la pretesa fortuna di Simone, ricompare Gianni dopo tre anni di assenza per lavoro. Gianni era promesso a Franca, la nipote del parroco, ma nel frattempo la ragazza si è legata a Lucio, figlio spiantato del barone. Lucio ha una relazione segreta con Carmela: istigato da quest'ultima, tenta di derubare Simone ma, una volta scoperto, lo uccide e incolpa Ferdinando del delitto. 
L'oste, che si proclama innocente, viene comunque arrestato, ma la figlia Caterina ritrova la parola e, come testimone oculare, denuncia l'adulterio di Carmela e l'uccisione di Simone da parte di Lucio. L'innocenza di Ferdinando viene confermata e Lucio, che nel frattempo ha ucciso anche Carmela, pagherà la sua pena.

## Produzione
Il film è un melodramma popolare (amalgamato ad elementi polizieschi), come molte altre pellicole allora molto in voga tra il pubblico italiano. Insieme a Raffaello Matarazzo, il regista Luigi Capuano fu uno dei maggiori esponenti di questo filone strappalacrime, in seguito ribattezzato dalla critica come neorealismo d'appendice, per le sue analogie con i feuilleton ottocenteschi.
Fu il primo film a colori realizzato dal regista, con la tecnica del Ferraniacolor.

## Distribuzione
Il film fu distribuito nelle sale cinematografiche italiane nel giugno del 1953.